# Пипин II (король Аквитании)
Пипин II (Пипин Младший; фр. Pépin IIer; около 823 — после 25 июня 864, Санлис) — король Аквитании в 838—852 годах; сын короля Аквитании Пипина I и Рингарды (или Ангельберги), дочери графа Мадри Теодеберта.

## Биография
После смерти в 838 году короля Аквитании Пипина I, аквитанская знать признала королём его сына, Пипина II. Но его дед, император Людовик I Благочестивый, не признал королём внука, передав Аквитанию своему младшему сыну Карлу. Император потребовал, чтобы Пипин явился в Ахен, однако он отказался это сделать. В итоге Пипин сохранил контроль над Аквитанией.
В 841 году Пипин участвовал в битве при Фонтене на стороне императора Лотаря I. Пипин II разбил армию Карла II, но другой брат Карла, Людовик II Немецкий, разбил армию Лотаря. В итоге Пипин отступил в Аквитанию. По Верденскому договору Аквитания вошла в состав государства Карла II, но Пипин отказался признать Карла своим сюзереном. При поддержке Бернара Септиманского Пипин продолжил сопротивление Карлу.
В 844 году Пипин, лишившись поддержки казнённого Карлом Бернара Септиманского, призвал на помощь нормандского ярла Оскара, проводив его от Гаронны до Тулузы, давая возможность разграбить её. В 845 году Сегуин из Бордо, боровшийся против гасконского графа Санша II Санше, был признан Пипином герцогом Васконии.
В 847 году ярл Оскар получил в управление город Бордо, что вызвало недовольство аквитанцев. В итоге в 848 году аквитанцы не поддержали Пипина II, призвав на помощь Карла II. 6 июня Карл короновался в Орлеане как король Аквитании. Брат Пипина, Карл, также предъявил права на аквитанскую корону, но в 849 году был схвачен графом Тура Вивианом и по постановлению собора франкских епископов пострижен в монахи.
Пипин продолжал борьбу против Карла II до сентября 852 года, когда он попал в плен к Саншу II Санше, передавшему пленника Карлу. За это Санш получил от Карла титул герцога Гаскони, а Пипин был заключён в монастыре Сен-Медар в Суассоне.
Однако аквитанцы опять восстали — на этот раз против Карла Лысого, обратившись за помощью к его брату Людовику Немецкому, который отправил в Аквитанию для управления королевством своего сына Людовика Младшего. Позже Пипин II смог сбежать. В 854 году он сплотил вокруг себя аквитанцев и выгнал Людовика. В ответ в 855 году Карл короновал королём Аквитании своего малолетнего сына Карла Младшего, опекуном над которым был назначен граф Пуатье Рамнульф I, получивший титул герцога Аквитании.
Норманны, обосновавшиеся в долине Луары, воспользовавшись тем, что Карл Лысый был занят борьбой с Пипином, разорили Пуатье, Ангулем, Перигё, Лимож, Клермон и Бурж. К ним присоединился и Пипин, участвовавший в нападении на Тулузу. Однако в 864 году Пипин был взят в плен Рамнульфом I. 25 июня 864 года на той же ассамблее в Питре (Верхняя Нормандия), на которой был принят и обнародован королевский эдикт, он был приговорён к смертной казни, но затем наказание было изменено королём на заключение под стражу, и он был заключен в Санлис, где он, якобы, умер некоторое время спустя. После его заключения сведения о нём исчезают из современных ему исторических источников.